# منصور أباد (دشتاب)
منصور أباد (بالفارسية: منصورآباد) هي قرية تقع في إيران في قسم دشتاب الريفي. يقدر عدد سكانها بـ 86 نسمة بحسب إحصاء 2016.